# Yala pyricola
Yala pyricola là một loài bướm đêm trong họ Geometridae.